# Городищенська сільська територіальна громада
Городищенська сільська територіальна громада — територіальна громада в Україні, у Луцькому районі Волинської області. Адміністративний центр — село Городище. До реформи 2020 року був розділений між Луцьким та Горохівським районами
Площа громади — 105,07 км², населення — 3586 мешканців (2018).
Утворена 27 квітня 2017 року шляхом об'єднання Бережанківської, Михлинської, Угринівської сільських рад Горохівського району та Городищенської, Несвічівської сільських рад Луцького району.
Перспективним планом формування громад Волинської області 2020 року передбачене приєднання до складу громади Сенкевичівської селищної, Губинської Першої, Колодеженської, Шклинської сільських рад Горохівського району та Чаруківської сільської ради Луцького району.
19 липня 2020 року, в результаті адміністративно-територіальної реформи та ліквідації Горохівського району, громада повністю увійшла до складу Луцького району.

## Населені пункти
До складу громади входять 1 селище (Сенкевичівка) і 20 сіл: Бережанка, Вигуричі, Городище, Григоровичі, Губин Перший, Дубова Корчма, Жабче, Загаї, Колодеже, Мартинівка, Маруся, Михлин, Наталин, Несвіч, Ниви-Губинські, Сергіївка, Угринів, Чаруків, Шклинь та Шклинь Другий.